# 山形證券
山形證券株式会社（やまがたしょうけん）は、山形県山形市に本社を置く、地場証券会社である。

## 概要
山形県内陸部を主要基盤に対面営業を行う。近年まで宮城県塩竈市にも営業所を開設していた。
佐藤家による同族経営の地場証券会社であって、山形銀行系列の証券会社ではない。

## 経営理念
お客様から信頼されるベスト・パートナーとして、地域社会の成長・発展に貢献する企業を目指します。
『創造性』・『挑戦力』・『自主性』を高め、活力ある職場を通じ社員が自己実現できる企業を目指します。

## 沿革
- 1944年（昭和19年）- 創立。米沢支店（現営業所）を開設
- 1948年（昭和23年）- 証券取引法に基く証券業登録
- 1951年（昭和26年）- 両羽証券（株）を合併
- 1968年（昭和43年）- 証券取引法改正により、証券業の免許を受ける
- 1998年（平成10年）- 資本金1億円に増資
- 2000年（平成12年）- 生命保険の募集業務を開始
- 2002年（平成14年）- 塩釜営業所を移転
- 2003年（平成15年）- 村山営業所を閉鎖し、本店営業部へ統合
- 2003年（平成15年）- 代表取締役鈴木健一が退任(荘内証券株式会社へ転籍)。会長である佐藤恵子が社長を兼務
- 2006年（平成18年）- 本店新築移転
- 2007年（平成19年）- 金融商品取引法に基づき金融商品取引業者の登録を行う
- 2016年（平成28年）- ASAP債の顧客への販売において法令違反の事実が見つかるとされ、証券取引等監視委員会より行政処分を受ける
- 2020年（令和2年）- 塩釜営業所を閉鎖し、本店営業部へ統合

## 事業所
- 本店営業部 - 山形県山形市七日町二丁目1番41号
- 米沢営業所 - 山形県米沢市中央三丁目9番30号

## 山形県の地場証券
- 荘内証券 - 山形県酒田市に本店。県内4本支店と秋田県2営業所を構える対面証券。